# کوه لینا
کوه لینا (به انگلیسی: Mount Lena) یک کوه و قله در ایالات متحده آمریکا است که در شهرستان جفرسون، واشینگتن واقع شده‌است. کوه لینا ۱٬۸۲۷٫۳ متر بالاتر از سطح دریا واقع شده‌است.